# Andrea Árting
Andrea Súsanna Árting (født 23. december 1891 i Tórshavn, død 30. maj 1988 sammesteds) var en færøsk husmor, fagforeningleder og selvstyrepolitiker. Hun ledte Kvindelig Arbejderforening i Tórshavn i næsten 40 år.
Hun blev født udenfor ægteskab som datter af redaktør Jacob Johansen og Súsanna Rasmussen. Andrea voksede op hos sin mors søster og hendes mand, Trine og Elias Johansen, i Rættará i Tórshavn. Onklen var bådbygger og politisk og kulturelt bevidst. Efter endt skolegang arbejdede hun med at tørre klipfisk og i butik. Som 17-årig fik hun tuberkulose og var på sanatorium i et par år. Derefter rejste hun til Danmark, hvor hun arbejdede som tjenestepige i seks år.
I 1922 giftede hun sig med fisker Johannes Frederik (Heinesen) Árting, og var fra da af hjemmegående husmor. Parret fik fire børn. I 1937 blev Andrea Árting valgt til formand for Havnar Arbeiðskvinnufelag (Kvindelig Arbejderforening i Tórshavn), som var stiftet året før. De fleste af medlemmerne var beskæftiget i fiskeindustrien, og de havde svært ved at få nogen til at påtage sig formandshvervet, fordi man kunne sortlistes af arbejdsgiverne. Som hjemmegående var Árting mere uafhængig , og havde også vist at hun ikke var bange for at ytre sig offentligt. Med undtagelse et par år ledte hun fagforeningen frem til 1977, og sad også i bestyrelsen for Føroya Arbeiðarafelag i de fleste af årene mellem 1940 og 1958. Árting var æresmedlem og modtog løn  formandsløn frem til sin død i 1988.
Árting var en af de første kvinder som stillede op til det færøske Lagting. Hun tilhørte den socialistiske og radikale del af den færøske selvstyrebevægelse. Hun var kandidat for Loysingarflokkurin ved lagtingvalget i 1940, men partiet fik ikke valgt nogen. Ved folkeafstemningen i 1946 talte hun for Færøernes løsrivelse fra Danmark. Utilfredsheden med at Færøerne ikke blev en selvstændig stat, førte i 1948 til at Tjóðveldisflokkurin blev stiftet. Árting blev en af partiets mest trofaste støtter.